# Stélla Kyriakídou
Stélla Kyriakídou (en grec moderne : Στέλλα Κυριακίδου), connue dans les pays anglophones sous le nom de Stella Kyriakides, née le 10 mars 1956 à Nicosie, est une psychologue et femme politique chypriote, membre du Rassemblement démocrate et présidente de l'Assemblée parlementaire du Conseil de l'Europe entre 2017 et 2018.
De 2019 à 2024, elle est commissaire européenne à la santé.

## Biographie

### Formation
Psychologue clinicienne de formation, Stélla Kyriakídou entame à partir de 1974 des études de psychologie au Royaume-Uni, à l'université de Reading puis à l'université de Manchester, où elle obtient un master sur les troubles de l'enfance inadaptée.

### Carrière dans la santé
Après ses études en Angleterre, Stélla Kyriakídou revient à Chypre, où elle travaille durant 30 ans au ministère de la Santé, entre 1976 et 2006, dans le département de psychiatrie de l'enfant et de l'adolescent.

#### Engagements contre le cancer
Ayant elle-même été affectée par la maladie, tout comme sa mère qui en est décédée, Stélla Kyriakídou est particulièrement impliquée dans différentes structures sur la lutte contre le cancer du sein au niveau européen. Elle est réputée être une grande défenseure des patients.

### Responsable politique chypriote
Membre du Rassemblement démocrate , elle est élue députée à la Chambre des représentants lors des élections de 2006 sur le district de Nicosie. Réélue en 2011, elle accède au poste de vice-présidente de la chambre en mai 2013.

### Conseil de l'Europe (2017-2018)
Parallèlement à ses responsabilités nationales, Stella Kyriakídou devient en 2012 présidente de la délégation de Chypre auprès du Conseil de l'Europe.
Après la démission de Pedro Agramunt Font de Mora, elle est élue le 6 octobre 2017 présidente par intérim de l'Assemblée parlementaire du Conseil de l'Europe, au troisième tour face au Lituanien Emanuelis Zingeris[pertinence contestée].
Elle devient alors la 30e présidente de l'Assemblée depuis 1949. C'est la troisième femme et le premier responsable chypriote à occuper ce poste. Son mandat prend fin le 26 janvier 2018[réf. souhaitée].

### Commissaire européenne (depuis 2019)
À la suite des élections européennes de 2019, le président Níkos Anastasiádis propose le nom de Stélla Kyriakídou au poste de commissaire européen dévolu à Chypre dans la nouvelle commission européenne. Le portefeuille de la santé et de la protection des consommateurs lui est attribué. Elle entre en fonction le 1er décembre 2019.

#### Missions
Centré sur les aspects de la vie quotidienne, le portefeuille de Stélla Kyriakídou couvre la santé publique et la sécurité alimentaire, l'accès aux soins, la dimension numérique de la santé, les questions de résistance aux antibiotiques et de vaccinations.

#### Plan européen contre le cancer
Stélla Kyriakídou travaille sur un plan européen de lutte contre le cancer (Europe's Beating Cancer Plan) qui, avant la pandémie de Covid-19, devait être le centre de sa mission.

#### Stratégie européenne des vaccins contre la Covid-19
Stélla Kyriakídou participe aux négociations pour la fourniture des vaccins contre la Covid-19,,,.
Elle signe en août 2020 un contrat  avec le groupe pharmaceutique AstraZeneca pour l'achat anticipé de 300 millions de doses, tout en masquant certaines clauses du contrat. Stella Kyriakidou a justifié cette absence de transparence en expliquant que l'UE devait observer « des clauses de confidentialité sur ces contrats, et la divulgation d'informations confidentielles à ce moment compromettrait » les négociations.

#### Soupçons de conflits d’intérêts
Un média allemand révèle en avril 2021 que la société Maralo Limited, appartenant au mari de Stélla Kyriakídou, a bénéficié de prêts d'un montant de 4 millions d'euros octroyés par une banque publique. La Cour des comptes chypriote réagit en pointant l'absence de justification de ces prêts. Stella Kyriakidou n'a en outre pas mentionné dans sa déclaration d’intérêts la fonction de directeur de Maralo Limited exercée par son mari.